# Jacques Delamalle
Jacques Delamalle, né le 29 janvier 1868 à Paris et décédé le 11 janvier 1904 à Paris, est un administrateur et collectionneur français.

## Carrière
- Administrateur de la Compagnie des tramways de Paris et du département de la Seine
- Membre de la Société de géographie à qui il fit dons de ses collections de photographies.
- Membre de la Société astronomique de France
- Membre de la Société nivernaise des lettres, sciences et arts
- Membre du Cercle de l'Union artistique

Il est le descendant d'une famille de la noblesse française ancienne :
- Gaspard Gilbert Delamalle
  - Jean François Delamalle (1786-1814), Auditeur au Conseil d'État, Préfet des Pyrénées-Orientales.
  - Charles Victor Delamalle, (1791-1827), procureur général, son grand-père.
    - Victor Delamalle, né en 1817, fils de Charles Victor Delamalle[1], propriétaire du château de Coulay (Nièvre), son père.
    - Agathe Delamalle (1819-1853), mariée à Ferdinand de Lesseps

## Ouvrages
- Album de 51 photos d'Égypte en 1892, certaines par Zangaki, d'autres, des sites archéologiques, par A. Beato, lire en ligne sur Gallica, (BNF 40590107)
- Album de 58 photos des Pays-Bas, de Belgique, d'Allemagne, de France, dont les navires La Champagne, Paulista, échoué à Plymouth le 21 novembre 1865, Normandie, Olinde Rodriguez, Canada, (BNF 40588994)
- 44 photos d'Italie du Nord et des Alpes-Maritimes, (BNF 40588995)